# 김이교 유물 일괄
김이교 유물 일괄(金履喬 遺物 一括)은 1811년 조선의 신미통신사 정사를 지내고 후에 우의정에 오른 김이교의 유물로 신미통신사 정사로 사행하면서 작성된 ‘신미통신일록’과 인장, 호패, 교지, 교서, 인장 등이다. 2013년 4월 22일 충청남도의 유형문화재 제222호로 지정되었다.

## 참고 자료
- 김이교 유물 일괄 - 국가유산청 국가유산포털